# Edentoliparis terraenovae
Edentoliparis terraenovae és una espècie de peix pertanyent a la família dels lipàrids i l'única del gènere Edentoliparis.

## Descripció
- Fa 7,1 cm de llargària màxima.[5][6]

## Hàbitat
És un peix marí i batipelàgic que viu entre 0-550 m de fondària.

## Distribució geogràfica
Es troba a l'oceà Antàrtic i Xile.

## Observacions
És inofensiu per als humans.